# Disputation von Barcelona
Die Disputation von Barcelona, auch Ramban-Debatte, (hebräisch ויכוח רמב"ן), (katalanisch Disputa de Barcelona) fand vom 20. Juli 1263, einem Freitag, bis zum 24. Juli 1263, einem Dienstag, in Barcelona, im Palau reial major, statt. 
Es war eine Debatte über die Messianität Jesu, initiiert durch den König von Aragon in Mitwirkung und Beratung von christlichen Orden. Disputanten waren jüdische Gemeindemitglieder.

## Vorbereitungen
Das erzwungene Streitgespräch präsentierte sich als eine formale, geordnete mittelalterliche Disputation (Religionsgespräch) zwischen Vertretern des Christentums und des Judentums. Inhalt des Streitgespäches war die Frage, ob Jesus der jüdische Messias sei. Sie fand im königlichen Palast (katalanisch Palau reial major) von König Jakob I. von Aragon in Anwesenheit des Königs, seines Hofes und vieler prominenter kirchlicher Würdenträger und Ritter zwischen dem Dominikanermönch Pau Cristià, einem Konvertiten vom Judentum zum Christentum, und Nachmanides, einem führenden jüdischen Gelehrten, Philosophen, Arzt, Kabbalisten und Bibelkommentator seiner Zeit statt. Dabei durfte Nachmanides nur Fragen, die an ihm gestellt wurden, beantworten.
Im Mittelalter kam es zu zahlreichen geordneten Disputationen zwischen Christen und Juden. Sie waren mit Talmudverbrennungen, Judenverbrennungen auf dem Scheiterhaufen und antijüdischen Pogromen verbunden. In Barcelona wurde Juden und Christen eine gewisse Freiheit gewährt ihre Argumente so vorzutragen, wie sie wollten – eine Freiheit, die Juden insbesondere späterhin in ähnlichen Disputationen nicht mehr zugestanden wurde.

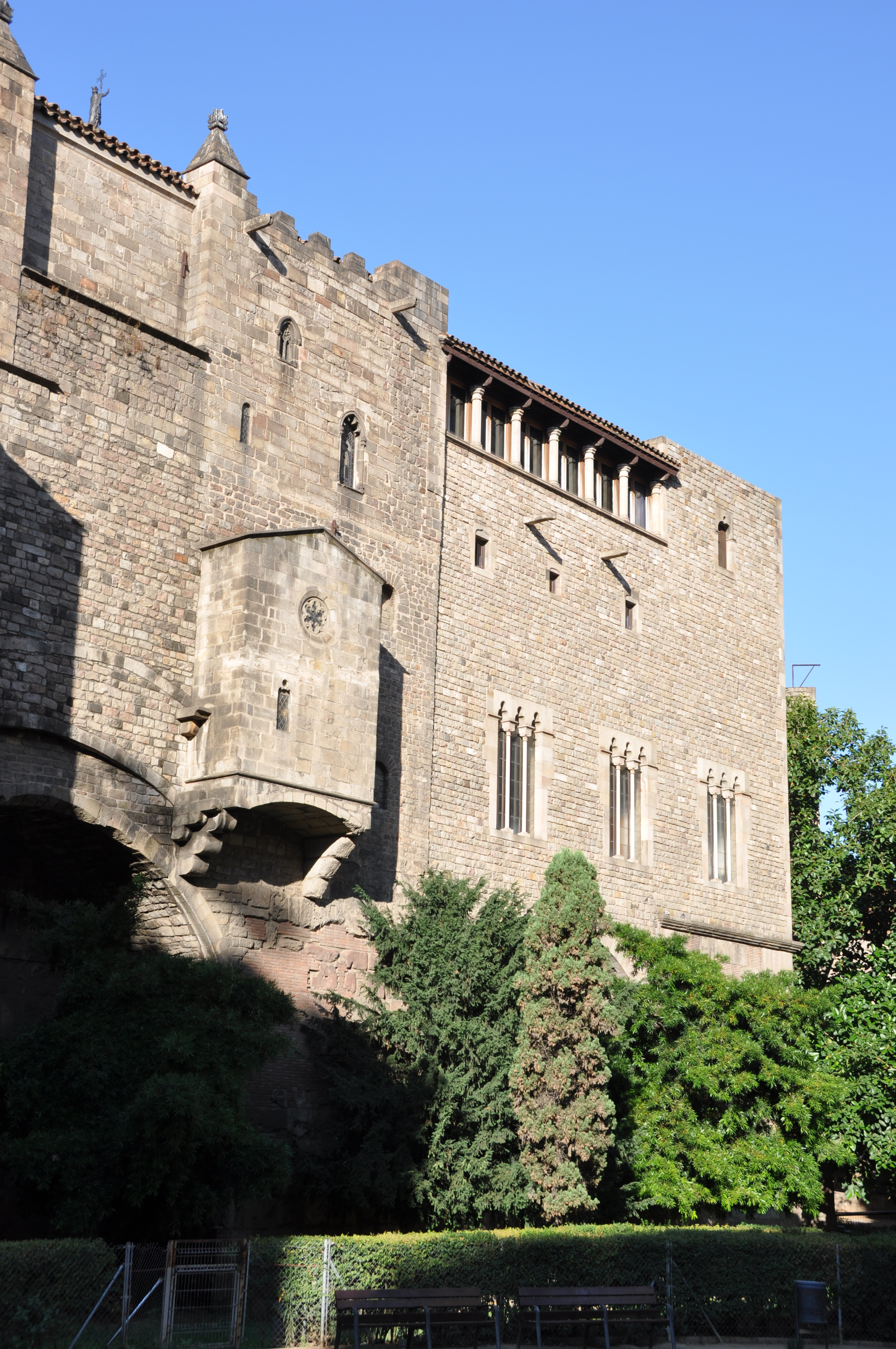
Palau Reial major, Außenansicht vom Platz Ramon Berenguer der Große, Barcelona

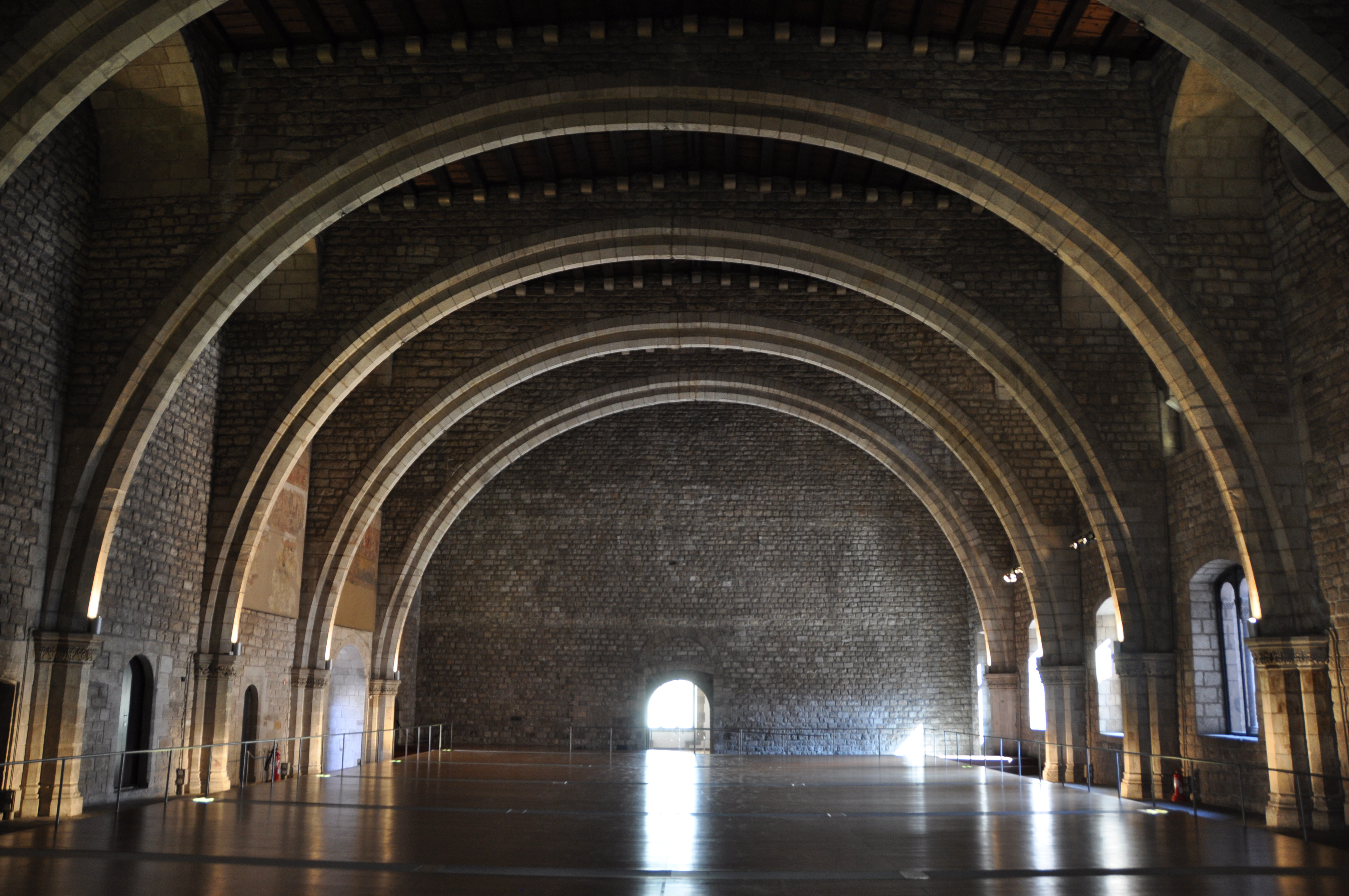
Palau reial major, Saal im Königspalast, der Ort der Disputation von 1263 (Museu d’Història de Barcelona MUHBA)

## Historischer Hintergrund und Durchführung
Im katholischen (Nord-)Spanien des 12. und 13. Jahrhunderts herrschte Juden gegenüber eine größere Toleranz durch die politisch Herrschenden als in weiteren Regionen Europas. Ihnen war Religionsfreiheit gewährt worden und sie hatten wichtige Ämter, etwa am Königshof inne. Der Kreuzzug gegen die Albigenser, der zu Beginn des 13. Jahrhunderts Okzitanien unterwarf und sich der französischen und katalanisch-aragonesischen Aristokratie entgegenstellte, trug zur langsamen, aber fortschreitenden Verschlechterung der Beziehungen zwischen Christen und Juden bei. Letztere, die sich im komplexen Spiel zwischen der Monarchie, der Kirche, den Eliten und dem einfachen Volk in einer zunehmend fragilen Position befanden, fanden in den Auseinandersetzungen ein Klima vor, das eher von Kräfteverhältnissen als von Argumenten geprägt war. Denn das von den Päpsten ursprünglich intendierte Ziel der Vernichtung der Katharer blieb zum Ende des Ketzerkreuzzuges unvollendet. Diese Aufgabe übernahm die Inquisition, die ab 1229 begann erstmals flächendeckend in der Diözese Toulouse zum Einsatz zu kommen. Damit änderte sich die Situation zum Ende des 13. Jahrhunderts, nachdem Priester und Mönche des Dominikanerordens versuchten den „jüdischen Einfluss“ in der Gesellschaft zurückzudrängen und die Juden zum Katholizismus zu bekehren.
Die angeordnete Disputation wurde von Raymond de Penyafort organisiert, einem bedeutenden Kanonist und dritten Ordensmeister der Dominikaner sowie Beichtvater von Jakob I.
Pau Cristià hatte zu den Juden der Provence gepredigt. Pau Cristià versicherte dem König, er könne die Wahrheit des Christentums anhand des Talmuds und anderer rabbinischer Schriften beweisen. Raymundus Martinus, ein katalanischer Dominikaner, der als Zensor für jüdische Literatur wirkte, nahm ebenfalls teil.
Nachmanides kam dem Befehl des Königs nach, verlangte jedoch, dass ihm völlige Redefreiheit gewährt werden müsse.

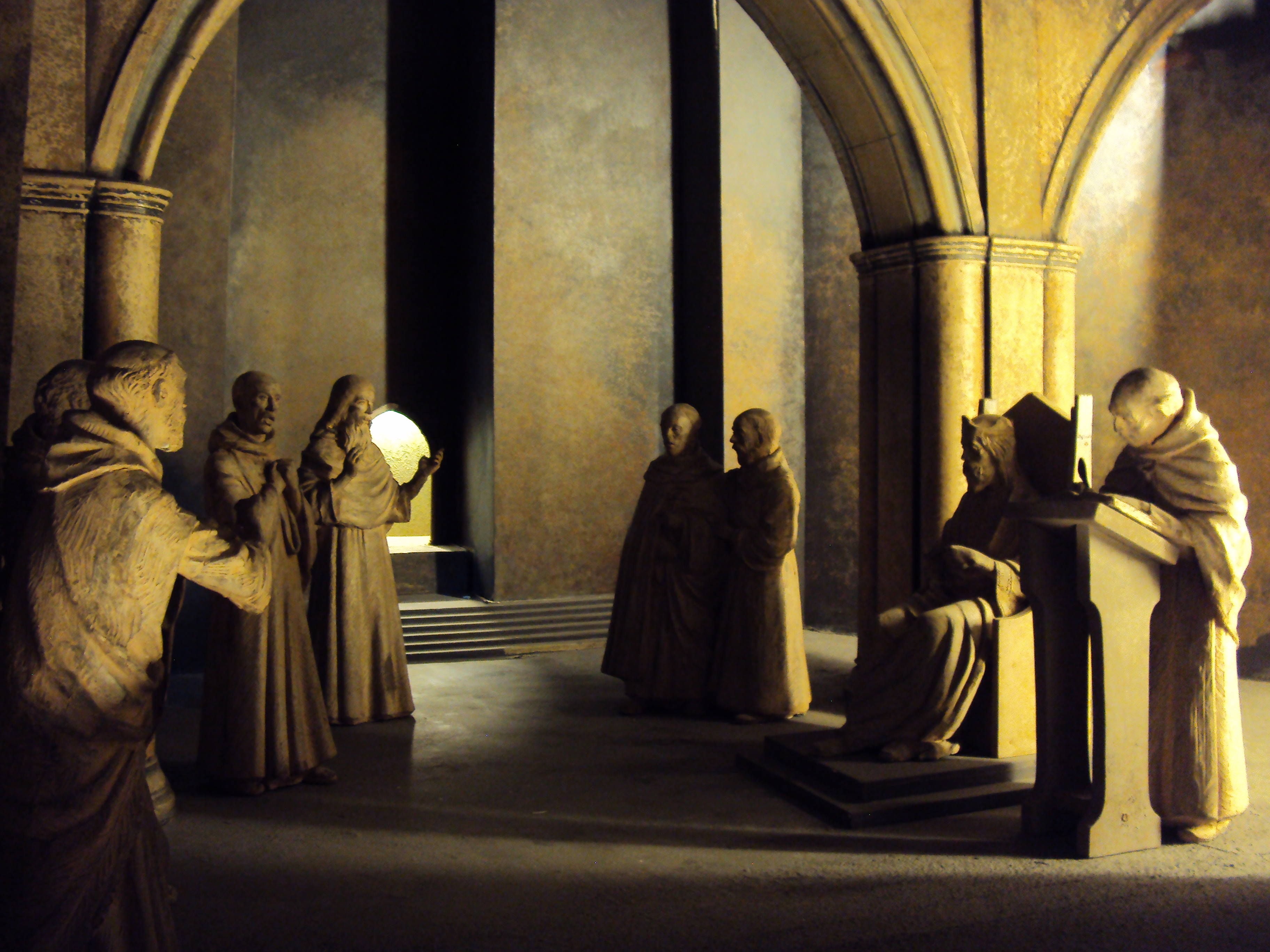
Nachempfundener Ramban-Disput in der Dauerausstellung im ANU – Museum des Jüdischen Volkes auf dem Campus der Universität Tel Aviv

Die Disputation fand vor dem königlichen Gericht des Königs Jakob von Aragon statt, der dem jüdischen Sprecher Nachmanides Redefreiheit garantierte und durchsetzte. Dies führte zu einer echten Konfrontation zwischen Christentum und Judentum, in der sich grundlegende Unterschiede zwischen den beiden Religionen konturierten.
Zusammenfassend wurden folgende Themen besprochen und es sollte geklärt werden:
- ob der Messias bereits gekommen sei;
- ob der Messias derselbe Gott (Trinität) war, der von der Jungfrau Maria geboren wurde;
- inwieweit sich die Juden an die Tora hielten;
- Maimonides Position zu einer Überlegenheit der Philosophie über die Religion.[9]

Pau Cristià erklärte, das Ziel der Disputation sei es gewesen, zu beweisen, dass die rabbinischen Texte selbst, somit die Autoritäten der Juden selbst, darauf hinwiesen, dass der Messias bereits gekommen sei. Er versuchte, seine These anhand homiletischer Passagen zu beweisen. Nachmanides wiederum brachte eine Reihe von Gegenargumenten vor, die jedoch von christlicher Seite zurückgewiesen wurden.
Laut Ramban endete die unmittelbare Disputation mit anerkennenden Worten des Königs Jakob I. von Aragon. In der letzten Audienz gestand ihm der König 300 Denare zu. Dennoch setzte sich der Disput noch einmal am Schabbat in der Synagoge fort. Dort hielt der König eine Bekehrungspredigt und die Kombattanten stritten erneut über die Messianität Jesus und der Trinitätslehre.

### Bedeutung des Dominikanerordens bei der Ausrichtung
Die führenden Disputanten des Religionsgesprächs waren allesamt Dominikaner, bis auf Fra Pedro von Genoa.
Der Dominikanerorden (lateinisch Ordo fratrum Praedicatorum, katalanisch Orde dels Predicadors) wurde von Domingo de Guzmán im Jahr 1216 gegründet, mit dem Ziel, Häresien zu bekämpfen und die katholische Lehre zu verbreiten. Die Dominikaner wurden durch Papst Gregor IX. (1233) offiziell als Inquisitoren eingesetzt, um die Kontrolle über Häresien in Europa zu übernehmen und sicherzustellen, dass die katholische Lehre in den Städten und Regionen des mittelalterlichen Europa erhalten blieb. Auch die die Judenmission und der kirchliche Antijudaismus wurde durch diesem Orden getragen.
Der Dominikanerorden leistete im Hochmittelalter durch seine theologische und missionarische Arbeit sowie seine Rolle in der Inquisition einen wesentlichen Beitrag zur Judendiskriminierung und Verfolgung. Nach Elias H. Füllenbach und Gianfranco Miletto (2015) kam es im Rahmen der judenmissionarischen Aktivitäten des Ordens, andererseits auch zu einem „fruchtbaren Gedankenaustausch zwischen dominikanischen und jüdischen Gelehrten“, in dem einzelne Predigerbrüder sich in der Hebraistik verdient machten. Im Mittelalter waren die Juden in vielen europäischen Ländern eine sichtbare religiöse Minderheit, die dem christlichen Glauben nicht angehörte. Die Dominikaner setzten sich mit den jüdischen Gemeinden auseinander, indem sie versuchten, die jüdische Religion zu widerlegen und den Juden die Konversion zum Christentum nahezulegen. Dennoch waren die Dominikaner in vielerlei Hinsicht mitverantwortlich für antijüdischen Ausfälle, der Verbreitung von antijudaistischen Vorstellungen und die institutionalisierte Verfolgung von Juden im Mittelalter, so etwa ihrem Einfluss auf die antijüdischen Aktionen und Maßnahmen, durch die Gesetzgebung des IV. Laterankonzils 1215, einberufen durch Papst Innozenz III.

## Folgen und Konsequenzen
Im März 1264 wurde Raymundus Martinus zusammen mit dem Bischof von Barcelona, Raymond von Penyafort, beides Teilnehmer an der Disputation sowie zwei weiteren Dominikanern, Arnau de Segarra und ein franziskanischer Pater (Fra) Pedro von Genoa, beauftragt, die hebräischen Manuskripte und Bücher zu prüfen, die ihnen die Juden auf Befehl des Königs vorlegen mussten, um Passagen zu streichen, die als anstößig für die christliche Religion erachtet wurden. Dies ist der erste Fall dominikanischer Zensur des Talmud in Spanien.
Als Folge der Veröffentlichung über die Disputation zwang Jakob I. auf Druck der Dominikaner hin Nachmanides, Aragon zu verlassen und sollte nie wieder zurückzukehren dürfen. Im Jahre 1267 ließ er sich in das mamlukische Palästina (arabisch بِلَاد الشَّام Bilād al-Shām ‚Land der Levante‘) nieder. Dort gründete er in der Altstadt von Jerusalem eine Synagoge, die Ramban-Synagoge.